# Ruolo normale

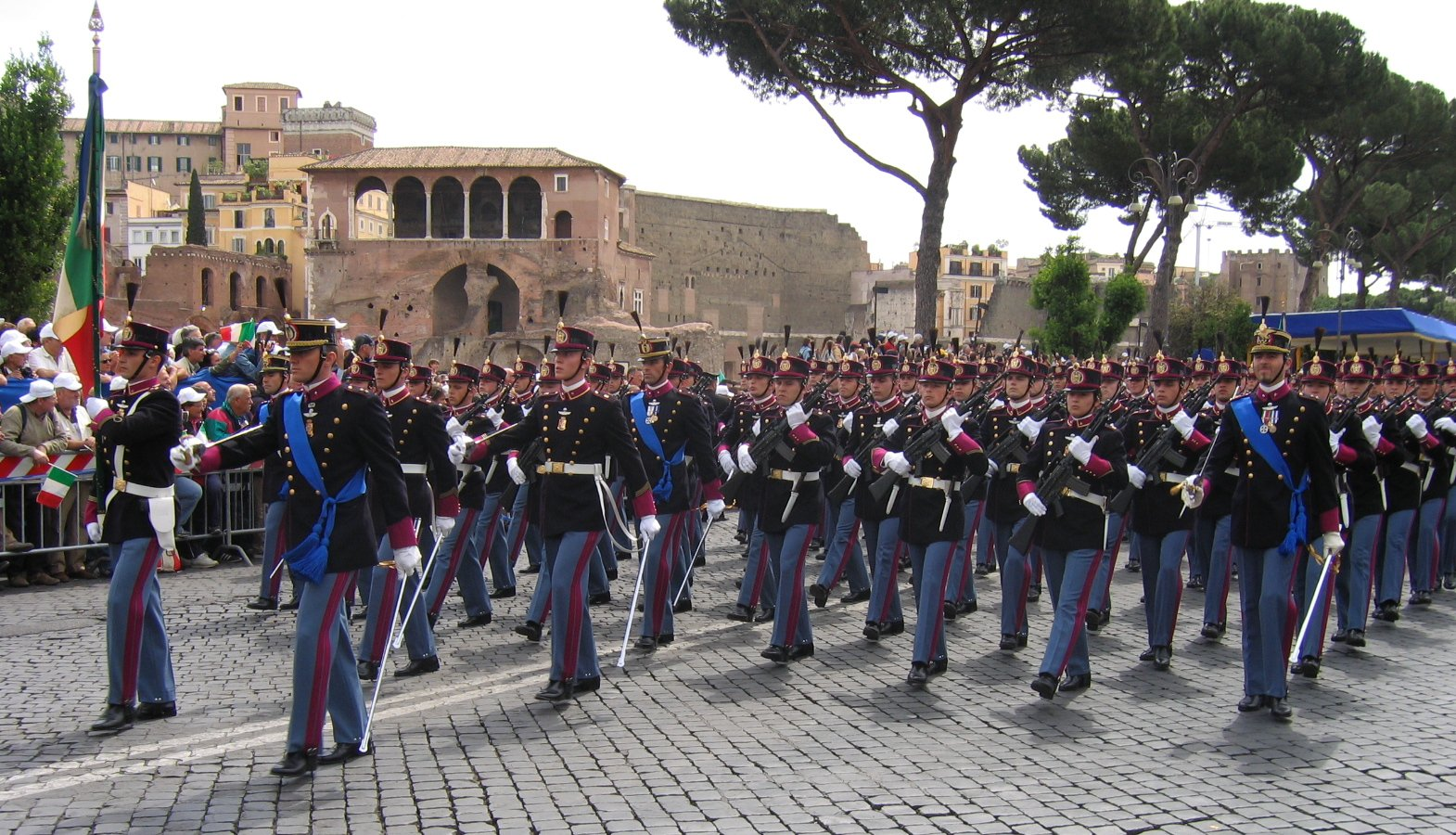
Cadetti dell'Accademia Militare in parata, futuri ufficiali del ruolo normale dell'Esercito Italiano e dell'Arma dei Carabinieri a Roma durante le celebrazioni per la Festa della Repubblica Italiana nel 2006.

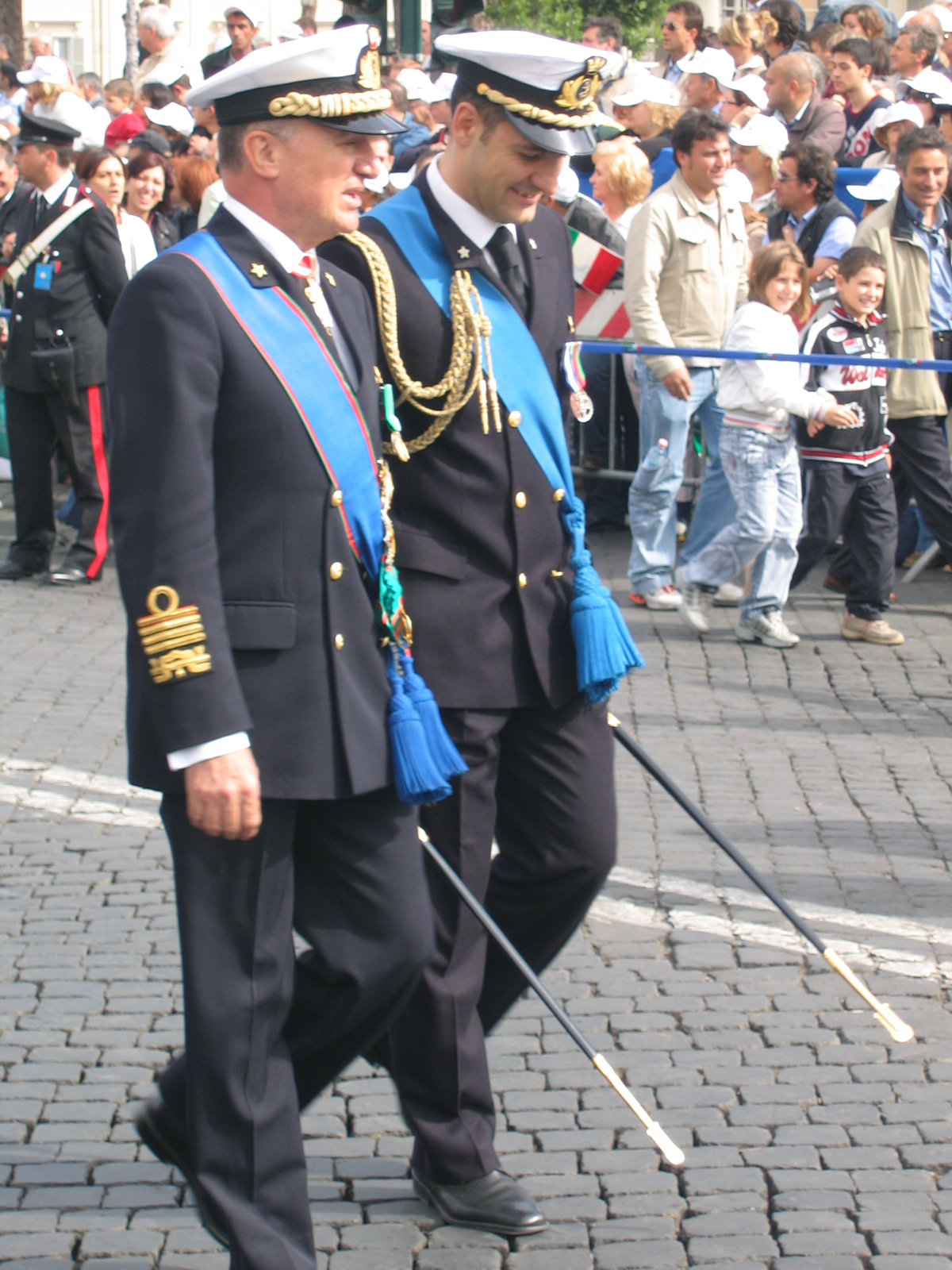
L'ex Capo di Stato Maggiore della Marina, ammiraglio di squadra Paolo La Rosa (sulla sinistra), più alto in grado tra gli ufficiali del ruolo normale della Marina Militare.

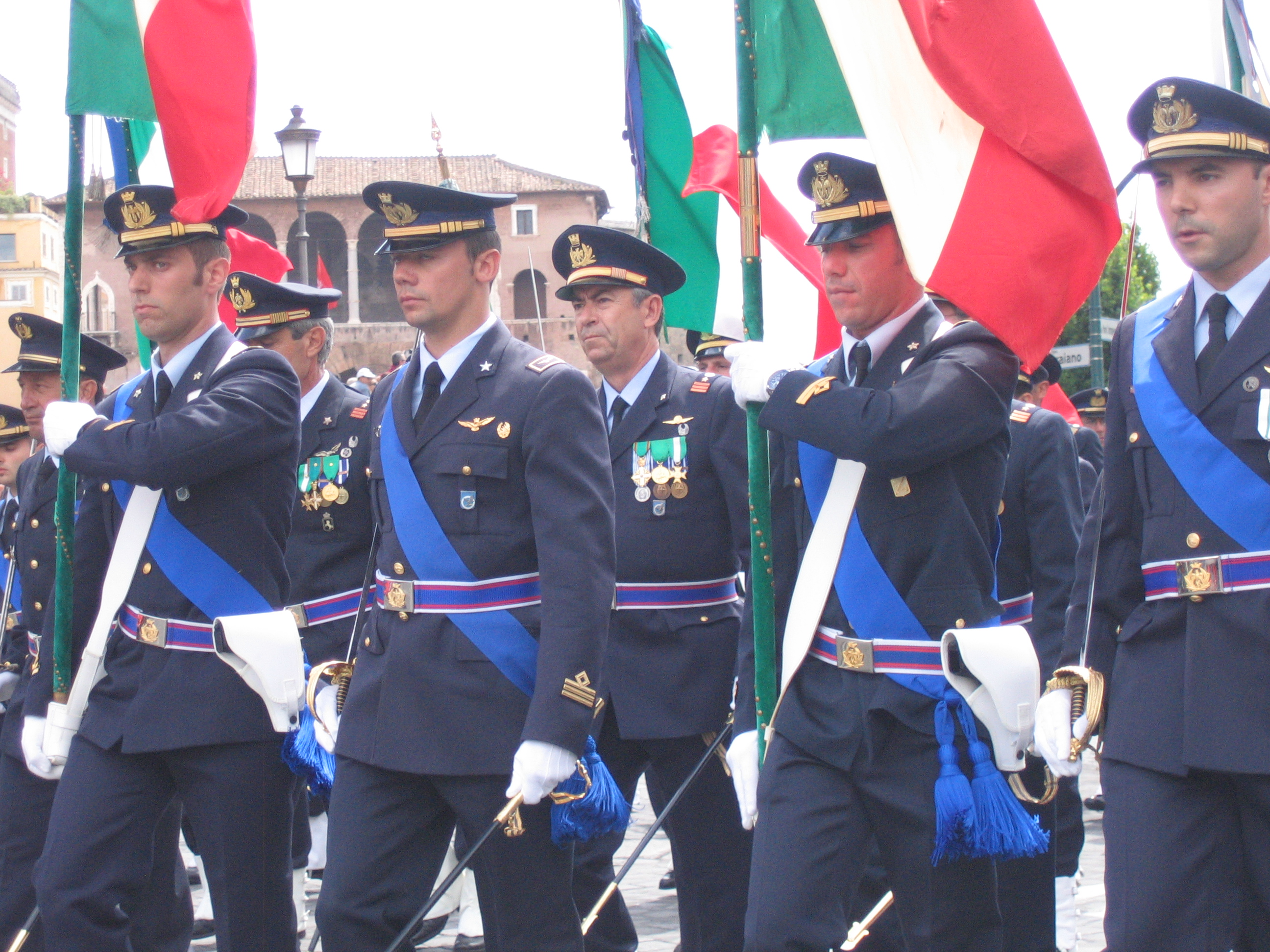
In primo piano, ufficiali piloti dell'Aeronautica Militare, anch'essi appartenenti al ruolo normale della rispettiva forza armata.

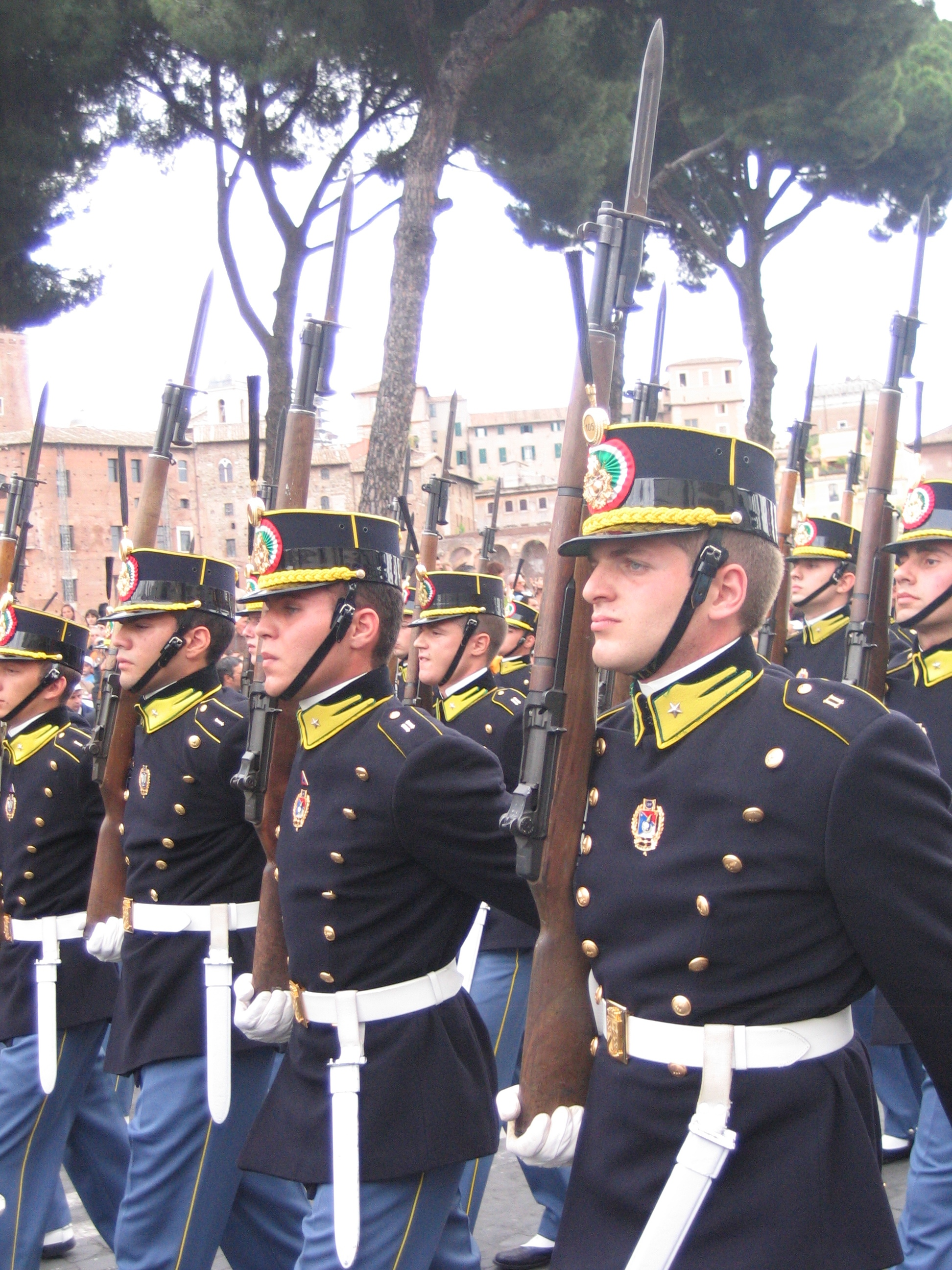
Allievi ufficiali della Accademia della Guardia di Finanza, futuri ufficiali del ruolo normale del Corpo.

Il ruolo normale è una delle tre categorie a cui possono appartenere gli ufficiali delle quattro forze armate italiane e della Guardia di Finanza. Le altre categorie sono il "ruolo speciale" e il "ruolo tecnico-logistico".
Gli ufficiali in servizio permanente effettivo appartengono al ruolo normale, o perché provenienti dai corsi "normali" delle accademie militari (da cui il nome), o se vengono reclutati con "nomina diretta" attraverso concorsi pubblici riservati a cittadini italiani laureati. Poiché anche i frequentatori dei corsi delle accademie militari italiane conseguono, a seconda delle specializzazioni, una laurea, tutti gli ufficiali del ruolo normale di nuovo arruolamento sono laureati.

## I titoli di studio
I corsi di laurea e laurea magistrale degli ufficiali del ruolo normale frequentatori dei corsi normali delle accademie militari, a seconda della forza armata di appartenenza sono:

### Esercito Italiano
Lauree di primo livello
- Laurea in scienze strategiche[1][2][3] con un primo biennio comune a tutti gli allievi ufficiali delle armi varie, dell'arma dei trasporti e del corpo di commissariato presso l'Università degli Studi di Modena e Reggio Emilia e per il terzo anno con piano studi specifico presso l'Università degli Studi di Torino:
  - percorso politico-organizzativo per gli ufficiali delle armi di fanteria, cavalleria e artiglieria.
  - percorso tecnico per gli ufficiali delle armi del Arma del Genio, delle trasmissioni e dei trasporti e materiali[4]
  - percorso amministrativo per gli ufficiali del Corpo di commissariato dell'Esercito italiano
- Laurea in ingegneria presso l'Università di Modena e Reggio Emilia in ingegneria elettronica, ingegneria delle telecomunicazioni, ingegneria informatica, ingegneria meccanica e ingegneria civile o ingegneria edile[5][6].

Lauree specialistiche
- Laurea specialistica in scienze strategiche presso l'Università degli Studi di Torino
- Laurea specialistica in ingegneria presso il Politecnico di Torino

Lauree magistrali a ciclo unico
- Laurea magistrale quinquennale a ciclo unico in chimica e tecnologia farmaceutiche presso l'Università degli Studi di Modena e Reggio Emilia per gli ufficiali del corpo di sanità e veterinaria, specialità farmacia.
- Laurea magistrale quinquennale a ciclo unico in veterinaria presso l'Università degli Studi di Modena e Reggio Emilia per gli ufficiali appartenenti al corpo di sanità e veterinaria, specialità veterinaria.
- Laurea magistrale sessennale a ciclo unico in medicina e chirurgia presso l'Università degli Studi di Modena e Reggio Emilia per gli appartenenti al corpo di sanità e veterinaria, specialità medici.

Titoli per la nomina diretta
Periodicamente vengono banditi dei concorsi per il reclutamento di ufficiali nel grado di tenente del ruolo normale, detti a "Nomina Diretta", all'interno dei corpi logistici. Le lauree usualmente richieste sono:
- per la nomina diretta per il Corpo di commissariato dell'Esercito italiano[7]
  - laurea magistrale a ciclo unico in giurisprudenza
- per la nomina diretta per il Corpo Sanitario[8]
  - laurea magistrale a ciclo unico in medicina e chirurgia[9]
  - laurea magistrale a ciclo unico in veterinaria
- per la nomina diretta per il Corpo degli ingegneri dell'Esercito[10]
  - laurea specialistica in ingegneria civile,
  - laurea specialistica in ingegneria per l'ambiente e il territorio,
  - laurea specialistica in ingegneria nucleare,
  - laurea specialistica in ingegneria chimica,
  - laurea specialistica in informatica,
  - laurea specialistica in chimica,
  - laurea specialistica in fisica,
  - laurea specialistica in scienze biologiche

### Marina Militare
Lauree di primo livello
- Laurea in Scienze Marittime e Navali[11][12] presso l'Università degli Studi di Pisa per gli allievi e gli ufficiali del Corpo di Stato Maggiore (S.M.)[13][14]
- Laurea in Ingegneria navale[15][16] presso l'Università degli Studi di Genova per gli allievi e gli ufficiali del Corpo del Genio navale (G.N.)[13][14]
- Laurea in Ingegneria delle telecomunicazioni[17][18] per gli allievi e gli ufficiali del Corpo Armi Navali (A.N.)[13][14]
- Laurea in Scienze del Governo e dell'Amministrazione del Mare[19][20] per gli allievi e gli ufficiali del Corpo delle capitanerie di porto - Guardia Costiera (C.P.)[13][14]

Lauree di secondo livello
- Laurea magistrale in Scienze Marittime e Navali[21] presso l'Università degli Studi di Pisa gli ufficiali del Corpo di Stato Maggiore (S.M.)[13][14]
- Laurea magistrale in Ingegneria navale presso le Università degli Studi di Trieste, Genova e Napoli per alcuni Ufficiali del Corpo del Genio navale (G.N.)[13][14]
- Laurea Magistrale in Ingegneria Civile presso l'Università degli Studi di Genova per alcuni Ufficiali del Corpo del Genio Navale
- Laurea magistrale in Ingegneria delle telecomunicazioni per gli ufficiali del Corpo Armi Navali (A.N.)[13][14][22]
- Laurea magistrale in Scienze del Governo e dell'Amministrazione del Mare[23] per gli ufficiali del Corpo delle capitanerie di porto - Guardia Costiera (C.P.)[13][14]

Lauree magistrali a ciclo unico
- Laurea magistrale quinquennale a ciclo unico in giurisprudenza[24] per gli allievi e gli ufficiali del Corpo di commissariato militare marittimo (CM)[13][14]
- Laurea magistrale sessennale a ciclo unico in medicina e chirurgia[25] per gli allievi e gli ufficiali del Corpo sanitario militare marittimo (SAN)[13][14]

Titoli per la nomina diretta
La Marina Militare arruola ogni anno ufficiali del ruolo normale in possesso di specifici titoli di studio attraverso la formula della nomina diretta con grado di Sottotenente di vascello:
- Corpo del Genio Navale (G.N.)
  - Laurea magistrale in architettura, ingegneria edile, ingegneria civile, ingegneria per l'ambiente e il territorio
- Corpo Sanitario Militare Marittimo (SAN)
  - Laurea magistrale a ciclo unico sessennale in medicina e chirurgia
- Corpo delle capitanerie di porto (C.P.)
  - Laurea magistrale ingegneria delle telecomunicazioni, ingegneria elettronica, ingegneria informatica, ingegneria civile, ingegneria per l’ambiente e il territorio

### Aeronautica Militare
Lauree di primo livello
- Laurea in scienze aeronautiche[27][28]  per gli allievi del "Ruolo naviganti normale dell'arma aeronautica"(A.A.r.n.n.)[29] e del "Ruolo normale delle armi dell'arma aeronautica" (A.A.r.a.n.)[29] presso la facoltà di scienze politiche dell'Università degli Studi di Napoli Federico II[30]
- Laurea in ingegneria aerospaziale[31], ingegneria civile[32] o ingegneria elettronica[33] per gli allievi del "Ruolo nornale del corpo del genio aeronautico"[28] (G.A.r.n.)[29]

Lauree di secondo livello
- Laurea specialistica in scienze aeronautiche per gli ufficiali A.A.r.n.n. e A.A.r.a.n.
- Laurea specialistica in ingegneria aerospaziale, ingegneria civile ed ingegneria elettronica per gli ufficiali del G.A.r.n.

Lauree magistrali a ciclo unico
- Laurea magistrale a ciclo unico presso l'Università degli Studi di Napoli Federico II in giurisprudenza[34] per gli allievi e gli ufficiali del "Ruolo normale del corpo di commissariato aeronautico"[28] (C.C.r.n.)[29]
- Laurea magistrale sessennale a ciclo unico presso l'Università degli Studi di Napoli Federico II in medicina e chirurgia[35] per gli allievi e gli ufficiali del "Ruolo normale del corpo sanitario aeronautico"[28] (C.S.A.r.n.)[29]

Titoli per la nomina diretta
L'Aeronautica Militare recluta periodicamente ufficiali nel grado di tenente del ruolo normale già laureati attraverso la formula della nomina diretta:
- Corpo del Genio aeronautico:
  - Laurea magistrale in chimica o chimica industriale
  - Laurea magistrale in fisica, astronomia, matematica o scienze dell'informazione
- Corpo di Sanità Aeronautica:
  - Laurea magistrale a ciclo unico in medicina e chirurgia

### Arma dei Carabinieri
- Laurea magistrale a ciclo unico in giurisprudenza conseguita presso l'Università di Roma Tor Vergata[37]
- Laurea specialistica in Scienze della Sicurezza Interna ed Esterna[38]

### Guardia di Finanza
- Laurea in "scienze della sicurezza economico-finanziaria"[39][40]  in convenzione[41] con le Università degli Studi di Bergamo e Università degli Studi di Milano-Bicocca durante il primo triennio presso l'Accademia della Guardia di Finanza di Bergamo.*
- Laurea magistrale in "scienze della sicurezza economico-finanziaria"[39] in convenzione[41] con l'Università degli Studi di Roma "Tor Vergata"

## Nomina diretta
Vengono periodicamente banditi dalle Forze Armate dei concorsi pubblici per il reclutamento di ufficiali nel grado di tenente o sottotenente di vascello tra cittadini già in possesso di lauree magistrali che non dovranno frequentare l'iter quinquennale della accademie militari e delle scuole d'arma, ma saranno tenuti a frequentare un corso di breve durata propedeutico alla nomina ad ufficiale e il successivo impiego in reparti tecnici o in reparti operativi con funzioni tecniche. Tali ufficiali vengono quindi assegnati nei corpi dell'Esercito, nei corpi del genio navale, delle capitanerie di porto e nel Corpo sanitario militare marittimo della Marina Militare e nel corpo del genio aeronautico e di sanità aeronautica nell'Aeronautica Militare.
Nell'Arma dei Carabinieri  I laureati nelle varie discipline (medicina, farmacia, biologia, veterinaria ecc.) dopo aver superato il concorso sono nominati tenente e frequentano un corso annuale presso la Scuola Ufficiali Carabinieri di Roma. Al termine sono inviati ai reparti d'impiego e promossi al grado di capitano. 

## Differenze con il ruolo speciale e sviluppo di carriera
La differenza sostanziale tra un ufficiale del R.N. (ruolo normale) e del R.S. (ruolo speciale) consiste nella differente velocità nell'avanzamento di carriera e nel grado massimo raggiungibile.

Infatti, l'organico degli ufficiali generali è composto esclusivamente da ufficiali appartenenti al ruolo normale, anche perché i corsi come il Corso di Stato Maggiore (noto un tempo come "Scuola di guerra") o il Corso Superiore di Stato Maggiore Interforze, propedeutici per la promozione a questi gradi, sono frequentati esclusivamente da tali Ufficiali.

Anche per l'impiego, la differenza principale consiste nell'assegnazione degli Ufficiali del ruolo normale al comando di reparti ed enti, come responsabili dei corsi nelle scuole militari, come addetti militari all'estero, nonché come incaricati di importanti reparti di rappresentanza.